# Autoionizace vody
Autoionizace vody (nebo autoprotolýza) je chemická reakce, během níž se dvě molekuly vody přemění na hydroxoniový kation H3O+ a hydroxidový anion OH−:
2 H2O (l) ⇌ H3O+ (aq) + OH− (aq)
Voda, i ve velmi čistém stavu, není tvořena pouze souborem molekul H2O. Velmi citlivým přístrojem lze i v čisté vodě naměřit slabou konduktivitu 0,055 µS·cm−1. Podle Arrheniovy teorie to musí být způsobeno přítomností iontů.

## Koncentrace a frekvence
Rovnovážná konstanta této reakce je: {\displaystyle K_{eq}={\frac {([H_{3}O^{+}][OH^{-}])}{[H_{2}O]^{2}}}=3{,}23\times 10^{-18}}
Z toho plyne, že konstanta kyselosti je: {\displaystyle K_{a}=K_{eq}\times [H_{2}O]={\frac {([H_{3}O^{+}][OH^{-}])}{[H_{2}O]}}=1{,}8\times 10^{-16}}
Pro reakce ve vodě (nebo zředěných vodných roztocích) je molární koncentrace vody, [H2O], prakticky konstantní a konvenčně se odstraňuje ze vztahu pro konstantu kyselosti vody. Tím získáme rovnovážnou konstantu, která se nazývá konstanta autoprotolýzy vody nebo iontový součin vody a je označena Kw:
Kw = Ka [H2O] = Keq[H2O]2 = [H3O+][OH−],
kde
[H3O+] – molární koncentrace hydroxoniových iontů
[OH−] – molární koncentrace hydroxidových iontů
Za standardních podmínek je Kw = 10−14 Čistá voda poskytuje ekvimolární množství ([H3O+]=[OH−]) obou iontů, tzn. že koncentrace jednotlivých iontů je 10−7: náhodně vybraná molekula bude disociovat během 10 hodin. Protože koncentrace vody je disociací prakticky neovlivněná a je rovna přibližně 56 mol·dm−3, můžeme odvodit, že na každých 5,6×108 molekul vody připadá jeden pár iontů. Každý roztok, který obsahuje stejnou koncentraci obou iontů se označuje jako neutrální. Absolutně čistá voda je neutrální, ale i stopy nečistot mohou posunout rovnováhu mezi ionty. Hodnota Kw je citlivá jak k teplotě, tak i k tlaku a zvyšuje se s nárůstem obou veličin.

## Závislost na teplotě a tlaku
Podle definice je
pKw = −log Kw
a za standardních podmínek je
pKw = −log (1,0×10−14) = 14,0
Hodnota pKw je teplotně závislá, s narůstající teplotou její hodnota klesá. To znamená, že ionizace vody narůstá se zvyšující se teplotou.
Existuje také tlaková závislost, ionizace vody vzrůstá společně s tlakem, efekt je ale menší než u teploty. Vliv teploty a tlaku na ionizaci vody byl podrobně zkoumán.

## pH
pH je logaritmická stupnice pro kyselost. Je definováno vztahem:
pH = −log [H3O+]
Protože platí [H3O+] = [OH−], je v neutrálních roztocích za standardních podmínek pH = 7.
Autoionizace vody je proces, který určuje pH vody. Za standardních podmínek je koncentrace hydroxoniových iontů přibližně 1,0×10−7, takže pH čisté vody při této teplotě je sedm. Hodnota Kw narůstá s teplotou, takže v horké vodě bude koncentrace hydroxoniových iontů vyšší než ve studené, ale to neznamená, že se zvyšuje i kyselost vody. Koncentrace hydroxidových iontů se totiž zvyšuje stejným způsobem.

## Mechanismus
Geissler a kolektiv zjistil, že fluktuace elektrického pole v kapalné vodě způsobují disociaci molekul. Předpokládali následující posloupnost událostí, které se odehrají přibližně během 150 fs:
1. Systém je v neutrálním stavu.
2. Náhodná fluktuace v molekulárním pohybu občas (přibližně jednou za deset hodin na každou molekulu vody) vytvoří elektrické pole, které je dostatečně silné na rozbití vazby mezi kyslíkem a vodíkem, čímž vznikne hydroxidový anion (OH−) a hydroxoniový kation (H3O+).
3. Proton z hydroxoniového kationtu putuje přes molekuly vody Grotthussovým mechanismem.
4. Vytvoří síť vodíkových vazeb v rozpouštědle, která stabilizuje oba ionty solvatací.

Následná reorganizace sítě vodíkových vazeb umožňuje velmi rychlý (1 ps) transfer protonu k nižšímu elektrickému potenciálu a rekombinaci iontů. Tato časová škála odpovídá času, který potřebují vodíkové vazby ve vodě ke změně orientace.

## Izotopovéefekty
Těžká voda, D2O, je autoionizovaná méně, než obyčejná voda (H2O). Kyslík vytváří s deuteriem trochu silnější vazbu než s obyčejným vodíkem. Důvodem je jeho vyšší hmotnost, která způsobuje nižší energii nulového bodu. V následující tabulce jsou srovnány hodnoty pKw pro H2O a D2O.
| T (°C) | H2O     | D2O    |
| ------ | ------- | ------ |
| 10     | 14,5346 | 15,439 |
| 20     | 14,1669 | 15,049 |
| 25     | 13,9965 | 14,869 |
| 30     | 13,8330 | 14,699 |
| 40     | 13,5348 | 14,385 |
| 50     | 13,2617 | 14,103 |